# Хер, Ронни
Ронни Хер (нем. Ronny Heer; род. 9 января 1981, Вольхузен) — швейцарский двоеборец, участник трёх Олимпийских игр.
В Кубке мира Хер дебютировал в 2000 году, в феврале 2005 года единственный раз попал в тройку лучших на этапе Кубка мира, в команде. Кроме этого на сегодняшний момент имеет 15 попаданий в десятку лучших на этапах Кубка мира, 10 в личных соревнованиях и 5 в командных. Лучшим достижением в итоговом зачёте Кубка мира для Хера является 19-е место в сезоне 2005-06.
На Олимпиаде-2002 в Солт-Лейк-Сити стал 7-м в командной гонке, кроме того дважды стал 29-м, в индивидуальной гонке и спринте.
На Олимпиаде-2006 в Турине стартовал в трёх дисциплинах: командные соревнования - 4-е место, индивидуальная гонка - 24-е место, спринт - 20-е место.
На Олимпиаде-2010 в Ванкувере стал 9-м в команде, кроме того занял 11-е место в соревнованиях с нормального трамплина + 10 км и 22-е место в соревнованиях с большого трамплина + 10 км.
За свою карьеру участвовал в пяти чемпионатах мира, лучший результат - 5-е место в командных соревнованиях на чемпионате мира 2007 в Саппоро.
Использует лыжи производства фирмы Fischer.